# 1441 Bolyai
Bolyai (asteróide 1441) é um asteróide da cintura principal com um diâmetro de 14,76 quilómetros, a 2,0040308 UA. Possui uma excentricidade de 0,2382981 e um período orbital de 1 558,75 dias (4,27 anos).
Bolyai tem uma velocidade orbital média de 18,36255266 km/s e uma inclinação de 13,91571º.
Esse asteróide foi descoberto em 26 de Novembro de 1937 por György Kulin. Foi assim denominado à lembrança de János Bolyai.